# Tiberio Deciani
Tiberio Deciani (o Decianus) (1509–1582) era un jurista italiano que trabajó durante el humanismo renacentista.
Nacido en Údine, Deciani estudió primero humanidades y después derecho en Padua, donde logró un doctorado en 1529. Trabajó como abogado en Údine y llegó a ser miembro del ayuntamiento. En 1544 se trasladó a Venecia, y en 1547 regresó a Padua para enseñar derecho.
La obra de Deciani fue innovadora en varios campos que en su tiempo estaban poco desarrollados, por estar fuera del alcance dell derecho común. En su Tractatus criminalis (publicado póstumamente en 1590), fue el primer autor en tratar sobre principios generales del derecho penal, es decir, sobre asuntos del tratamiento de delitos individuales y las etapas que debía seguir el procedimiento. Notablemente, incluye la primera formulación de los conceptos de elementos objetivo y subjetivo de un acto criminal. Estas ideas son, en derecho común tradicional, aproximadamente equivalente a los elementos criminales.

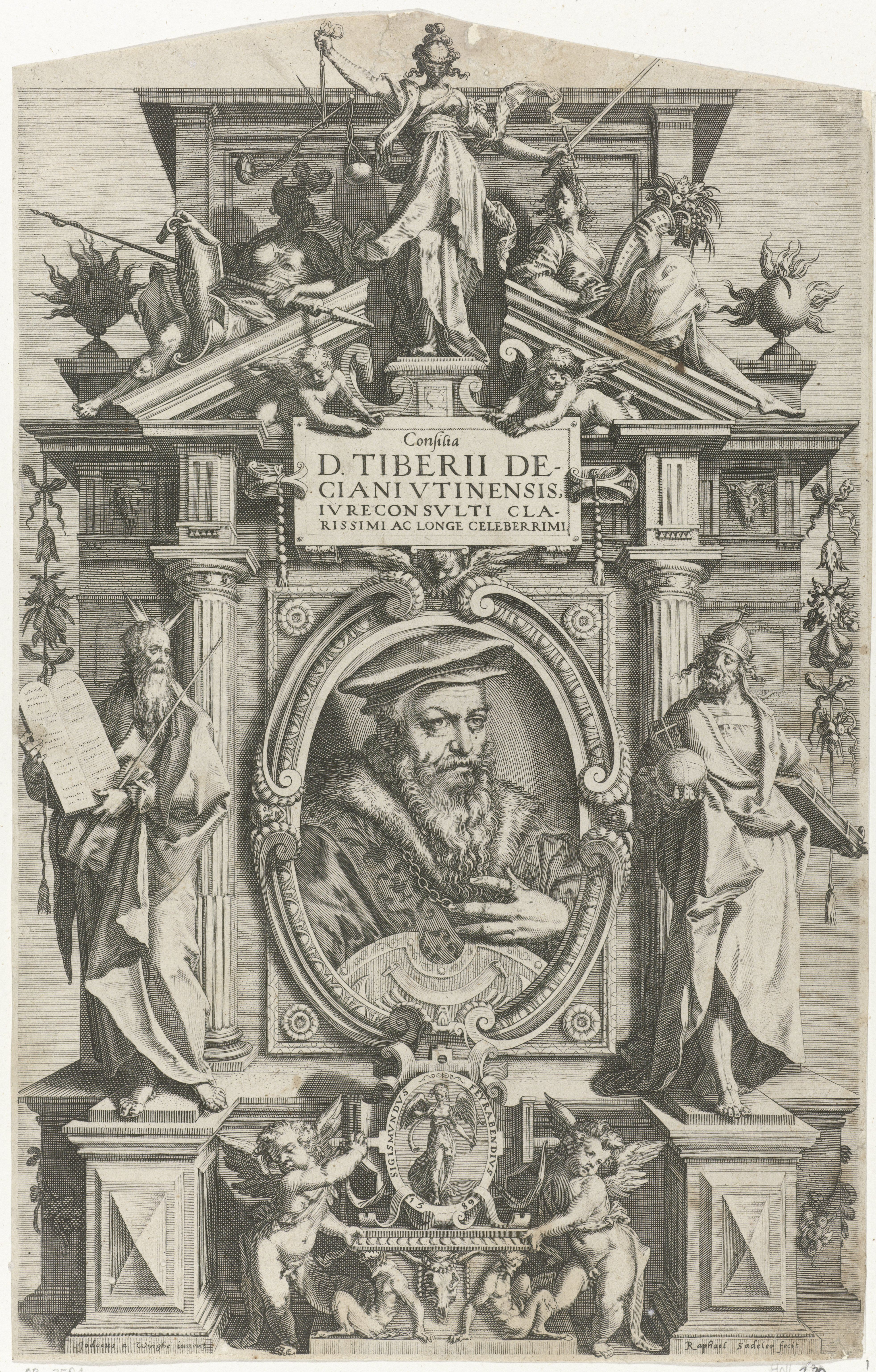
Consilia et responsa, 1589
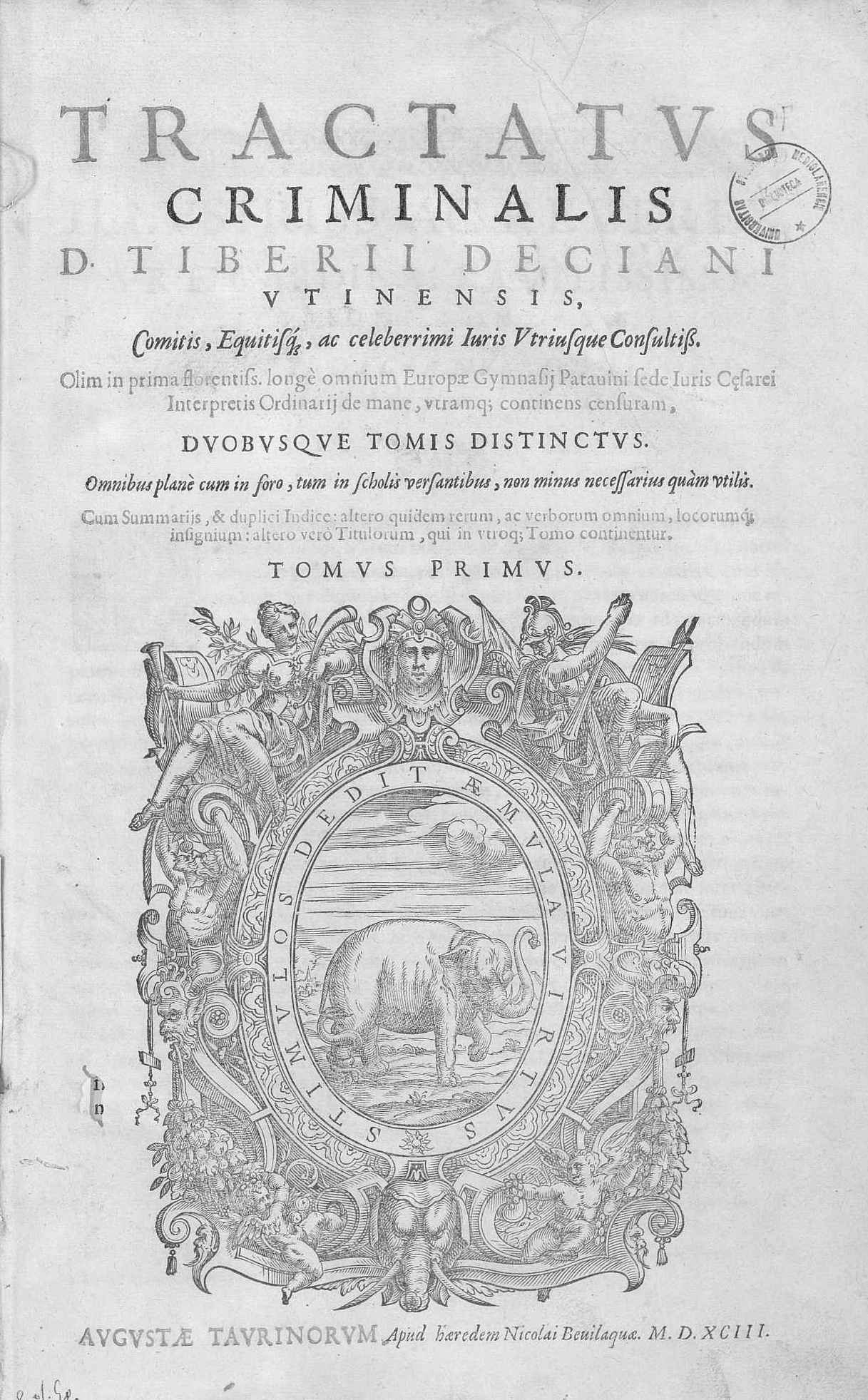
Tractatus criminalis, 1593